# بطولة كرة القدم الألمانية 1957
بطولة كرة القدم الألمانية 1957 (بالألمانية: Deutsche Fußballmeisterschaft 1956/57)‏ هو الموسم 47 من بطولة كرة القدم الألمانية ‏. أقيم خلال الفترة 25 مايو 1957 وحتى 23 يونيو 1957، وأشرف على تنظيمه اتحاد ألمانيا لكرة القدم، وكان عدد الأندية المشاركة فيه 9، وفاز فيه بوروسيا دورتموند.